# 落葉樹 (映画)
『落葉樹』（らくようじゅ）は、1986年公開の日本映画。すべて実体験であるという新藤自身の、子供の頃の生い立ちを映画化したもの。ひそかにシナリオを書き上げ、しまっておいたが、出資者が現れたことで映画を実現した。

## スタッフ
- 脚本・監督：新藤兼人
- 撮影：三宅義行
- 音楽：林光
- 製作：丸井工文社
- 配給：近代映画協会

## キャスト
- 初老人（近藤ハル／近藤家の次男）：小林桂樹（幼少期：山中一希）
- 母（近藤とよ）：乙羽信子
- 父（近藤とよの夫／役名不詳）：財津一郎
- 長姉（近藤久代）：園みどり
- 次姉（近藤秋子）：若葉しをり
- 兄（近藤マサト／長男）：川道信介
- 山へ来る女性：梶芽衣子
- 行商の女：初井言栄
- 作造：殿山泰司
- 作造の後妻：菅原悠乃
- 執達吏A：戸浦六宏
- 執達吏B：馬場当
- 伊左衛門：大滝秀治
- 兄の嫁：岡本真実
- 教師：深山富貴子
- 道具屋：森塚敏
- 役名不詳：田中みお

ほか

## あらすじ
冬の蓼科高原で、初老の作家（小林桂樹）は8歳のころの昔の自分を思い出していた。父（財津一郎）、母（乙羽信子）、兄、2人の姉と過ごした裕福だった子供の頃のことを。家族と過ごした楽しい正月。そして母と街へ出かけた夏。海水浴。だが父は他人の借金の保証人となり、会社をたたむことになった。その借金はやがて一家離散の原因となる。その返済のために家族は父に土地を手放すことを勧めるが、先祖に申し訳ないからと土地をなかなか手放そうとはしなかった。それに我慢ができず、兄は家を出て行ってしまう。しぶしぶ土地を売り、その場をしのぐものの、すでに焼け石に水で借金は増え続ける。上の姉は少しでも家計を助けるため、アメリカ移民と結婚することになり、家族に見送られてゆく。母（乙羽信子）は家が残っている間に兄を結婚させようと、屋敷で盛大な婚礼を執り行った。そしてついに家を手放す日が来る。